# Arkadiusz Radwan

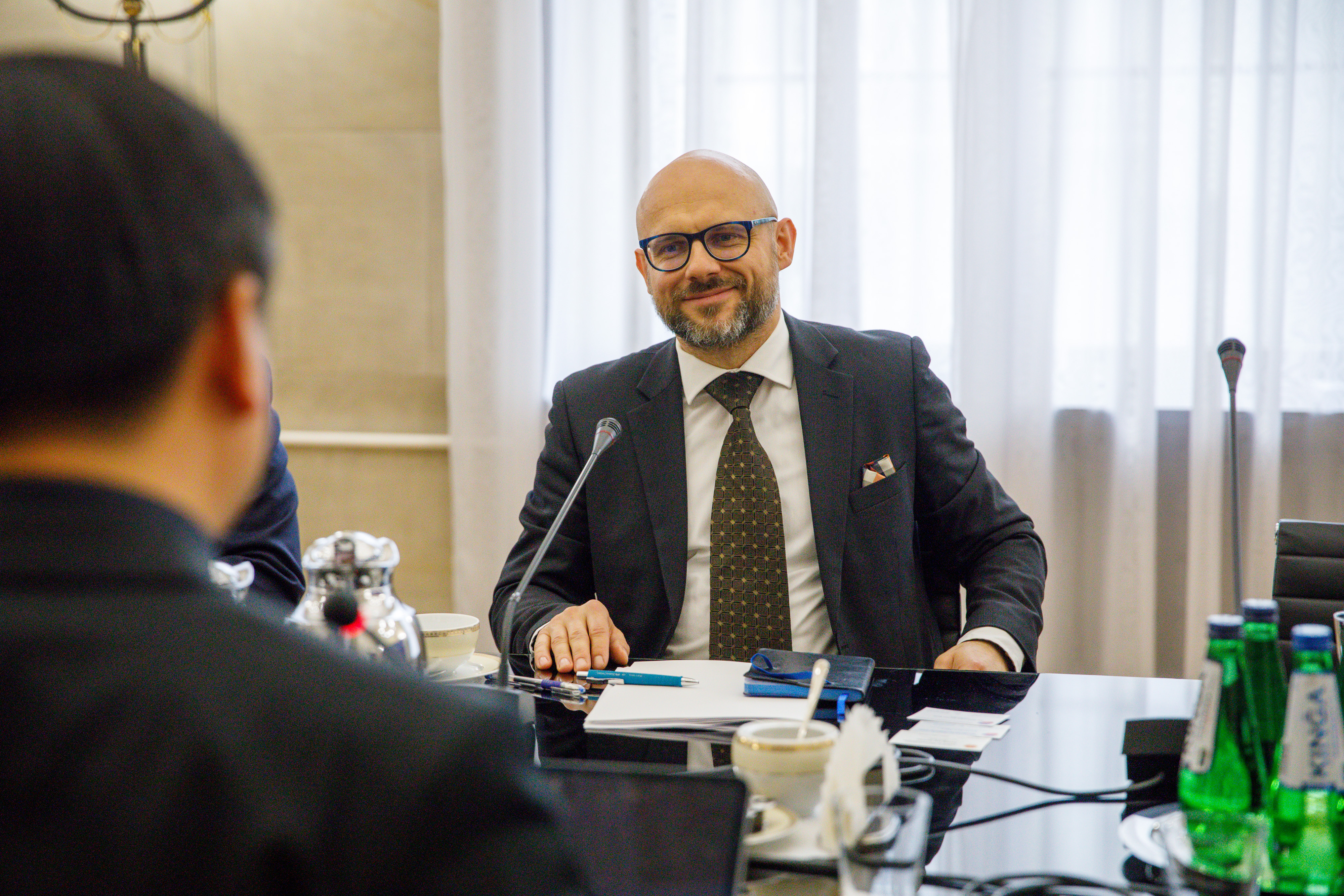
Arkadiusz Radwan (2022)

Arkadiusz Benedykt Radwan (* 2. April 1976) ist ein polnischer Jurist und Rechtsanwalt. Er lehrt an verschiedenen Universitäten, ist Verfasser zahlreicher wissenschaftlicher sowie populärwissenschaftlicher Publikationen und engagiert sich des Weiteren für gemeinnützige Anliegen. Radwan habilitierte sich an der Jagiellonen-Universität in Krakau und ist Professor an der Vytautas-Magnus-Universität in Kaunas. Er ist Direktor des Wissenschaftlichen Zentrums der Polnischen Akademie der Wissenschaften in Wien, Präsident des Allerhand-Instituts in Krakau, Co-Direktor am Center for Company Law & Corporate Governance an der Babeş-Bolyai-Universität in Cluj-Napoca (Klausenburg) sowie Counsel der Rechtsanwaltskanzlei Kubas – Kos – Gałkowski in Krakau. Er ist Experte für Gesellschaftsrecht, Corporate Governance, Rechtsvergleichung, ökonomische Analyse des Rechts, Verfassungsrecht sowie Hochschulwesen. Weiters ist er als Rechtsexperte tätig, u. a. für die Europäische Kommission, das Europäische Parlament sowie eine Reihe polnischer Ministerien.

## Werdegang
Radwan besuchte das III. Allgemeinbildende Adam-Mickiewicz-Lyzeum in Tarnów. Nach Ablegung der Matura studierte er Jura an der Jagiellonen-Universität in Krakau. 2001 beendete er sein Studium mit dem akademischen Titel „Mag. juris“, seine Diplomarbeit verfasste er bei Ireneusz Weiss. Er studierte weiters an der Friedrich-Schiller-Universität in Jena, wo er bei Walter Bayer zum Magister Legum (LLM) spondierte. Darüber hinaus absolvierte er ein einjähriges Studium für Management und Betriebswirtschaftslehre am Institut für Angewandte Ökonomie an der Jagiellonen-Universität in Krakau und ist Absolvent der Schule für Deutsches Recht, eines von der Jagiellonen-Universität Krakau, der Universität Heidelberg sowie der Universität Mainz geführten Programms. 2003 promovierte er bei Wojciech Pyzioł mit einer Dissertation zum Thema Prawo poboru w spółce akcyjnej w prawie polskim na tle porównawczym [Aktienbezugsrecht im polnischen Recht in vergleichender Perspektive] an der Fakultät für Recht und Verwaltung an der Jagiellonen-Universität Krakau. 2016 habilitierte er sich an der Jagiellonen-Universität auf der Grundlage seines bisherigen wissenschaftlichen Œuvres sowie seiner Habilitationsschrift Ius dissidentium. Granice konsensusu korporacyjnego i władzy większości w spółkach kapitałowych [Ius dissidentium. Die Grenzen des körperschaftlichen Konsenses sowie der Mehrheitsmacht in Kapitalgesellschaften]. Radwan absolvierte Managementkurse an der Hertie School of Governance in Berlin sowie an der Copenhagen Business School und war auch Hörer an der Akademie für Europäisches Recht am Europäischen Hochschulinstitut in Florenz.
In der Zeit von 2004 bis 2005 war er bei Joseph Weiler an der Juristischen Fakultät an der New York University (NYU School of Law) Hauser Research Scholar.
In der Zeit von 2006 bis 2007 war er als Post-Doc am Graduiertenkolleg am Institut für Ökonomische Analyse an der Universität Hamburg beschäftigt, das zum damaligen Zeitpunkt von Hans-Bernd Schäfer geleitet wurde. Zuvor war er Teilnehmer des DFG-Graduiertenkollegs an der Universität Bonn. Er arbeitete als Post-Doc am Financial Law Institute an der Universität Gent bei Christoph van der Elst. Forschungsaufenthalte führten ihn u. a. an das Max-Planck-Institut für Sozialrecht und Sozialpolitik in München, das Rechtszentrum für Europäische und Internationale Zusammenarbeit (RIZ) an der Universität zu Köln sowie an das Institut für Osteuropäisches Recht (EastLaw) an der Universität Kiel.
Radwan wurde zunächst Visiting Professor und in der Folge Professor an der Vytautas-Magnus-Universität in Kaunas. Er ist auch Visiting Professor an der Babeş-Bolyai-Universität in Cluj-Napoca, an dieser Universität wurde er auch zum Co-Direktor des Zentrums für Gesellschaftsrecht und Corporate Governance berufen. Er lehrt weiters im Rahmen der Sommerkurse und LLM-Studien der Freien Internationalen Universität für Soziale Studien (LUISS) in Rom und hält als Gastvortragender Vorträge an zahlreichen Universitäten, u. a., an der Universität Macerata, an der Iwan-Franko-Universität in Lemberg, an der Akademie für Nationalökonomie in Tarnopol, an der Southwest University of Political Science and Law in Chongqing sowie an der Fachhochschule in St. Pölten.
In Polen lehrte er an zahlreichen Universitäten, u. a. an der Universität für Sozialwissenschaften in Łódź, an der Andrzej-Frycz-Modrzewski-Universität in Krakau, an der Jagiellonen-Universität in Krakau, an der Universität Rzeszów sowie an der Wirtschaftsuniversität in Krakau.
Seit 2015 gehört er dem Advisory Board Center for European Company Law (CECL) an, einem internationalen akademischen Netzwerk, dem die Universitäten in Leiden, Utrecht, Maastricht, Uppsala und Rom angehören.
In der Zeit von 2010 bis 2014 sowie seit 2016 fungiert(e) er als Experte des Europäischen Parlaments für Fragen des Gesellschaftsrechts für die Rechtskommission PE (JURI).
2014 wurde er von der Europäischen Kommission in die Informal Company Law Expert Group berufen, einem beratenden Gremium der Europäischen Kommission, das in der Zeit von 2014 bis 2017 tätig war und u. a. ein Richtlinien-Paket bezüglich der Mobilität von Kapitalgesellschaften sowie der Digitalisierung im Gesellschaftsrecht erarbeitete. Zuvor, im Jahr 2013, war er an einem Team von Experten zur Entwicklung von Richtlinien bezüglich europäischer Einpersonengesellschaften (societas unius personae) beteiligt, die auf der Basis der vormaligen sogenannten Reflection Group agierte.
In der Zeit von 2006 bis 2007 war er im Auftrag der Europäischen Kommission bei der Vorbereitung einer Studie über die Verhältnismäßigkeit von Eigentum und Kontrolle in Publikumsgesellschaften beteiligt (One Share, One Vote).
In der Zeit von 2013 bis 2015 war er Mitglied eines Teams zur Entwicklung systemischer Lösungen hinsichtlich der Möglichkeit der Schlichtung von wirtschaftlichen Streitigkeiten, das vom polnischen Wirtschaftsministerin Zusammenarbeit mit dem Justizminister eingesetzt wurde.
2015 wurde er in das vom polnischen Wirtschaftsminister eingesetzte Team für Wirtschaftsrecht berufen.
In der Zeit von 2016 bis 2017 war er Mitglied des vom polnischen Minister für wirtschaftliche Entwicklung eingesetzten Teams zur Vorbereitung eines Gesetzesentwurfs für eine sogenannte vereinfachte Aktiengesellschaft (polnisch: Prosta Spółka Akcyjna).
2016 wurde dem Wissenschaftlerteam unter seiner Leitung einer der drei Preise im Rahmen des vom Minister für Wissenschaft und Hochschulwesen ausgeschriebenen Wettbewerbs bezüglich der Vorbereitung von Reformansätzen für das Hochschulwesen verliehen. Nachfolgend war er in den Reformprozess konzeptionell involviert.
Radwan ist auch als Experte bei der Rechtsreform in der Ukraine und in der Republik Moldau tätig. Im Jahr 2014 war er Leiter eines Teams, das für die Delegation der Europäischen Union in Kiew eine Studie bezüglich einer Evaluierung des Status quo sowie Empfehlungen für die Reform des ukrainischen Gesellschaftsrechts im Hinblick auf dessen Anpassung an den acquis communautaire vorbereitet.
In der Zeit von 2007 bis 2010 war er leitender Redakteur der „Czasopismo Kwartalne Całego Prawa Handlowego, Upadłościowego oraz Rynku Kapitałowego“. Seit 2015 ist er Mitglied des wissenschaftlichen Rates der im Zweimonatsrhythmus erscheinenden Zeitschrift „European Company Law“. Seit 2018 ist er Mitglied des Redaktionskollegiums der Zeitschrift „Głos Prawa – Przegląd Prawniczy Allerhanda“.

## Öffentliches Wirken
Radwan ist Initiator und Mitbegründer des Allerhand-Instituts (Maurycy-Allerhand-Institut für Höhere Rechtswissenschaftliche Studien). Für dessen Gründung sammelte er die Unterstützung zahlreicher polnischer Rechtswissenschaftler und Ökonomen. Zu den Institutsgründern gehören u. a. Leszek Allerhand, Michał Bobrzyński, Grzegorz Domański, Adam Redzik, Wojciech Rogowski und Stanisław Sołtysiński. Der Offene Brief bezüglich der Gründung des Allerhand-Institutes wurde in zahlreichen juristischen Zeitschriften, u. a. in: „Przegląd Prawa Handlowego“, „Monitor Prawniczy“, „Przegląd Ustawodawstwa Gospodarczego“, „Palestra“, „Rejent“ sowie in „Czasopismo Kwartalne Całego Prawa Handlowego, Upadłościowego i Rynku Kapitałowego“ veröffentlicht.
Er sprach sich auch gegen die Liquidierung des Kapitalpfeilers (offene Rentenfonds) im Sozialversicherungssystem im Zuge der Diskussion über die Rentenreform in der Zeit von 2013 bis 2014 aus.
Als sich die Stadt Krakau um die Organisation der Olympischen Winterspiele im Jahr 2022 bemühte, vertrat er die Gegner dieses Projekts der Stadt im Rechtsstreit gegen den Oberbürgermeister der Stadt Krakau. Er war ehrenamtlicher gerichtlicher Vertreter von Tomasz Leśniak von der Organisation „Krakau gegen die Olympischen Winterspiele“, die sich gegen die Abhaltung einer mit unrichtigen Informationen argumentierenden Kampagne für das Referendum im Frühling 2014 bezüglich der Veranstaltung der Winterspiele in Krakau aussprach. Das Kreisgericht in Krakau sowie in der Folge das Berufungsgericht in Krakau wiesen zwar die Klage aus formalen Gründen ab, über die Gerichtsverhandlungen wurde jedoch von lokalen und polenweiten Medien umfassend berichtet, was dazu beitrug, dass die Öffentlichkeit über die Kosten sowie über die Funktionsweise des Organisationskomitees der Olympischen Winterspiele umfassend informiert wurde. Schließlich sprach sich die Bevölkerung Krakaus in einem Referendum im Jahr 2014 gegen die Organisation der Olympischen Winterspiele aus.
2016 erarbeitete er gemeinsam mit Jacek Sokołowski einen Kompromissvorschlag, der es ermöglichen sollte, den Konflikt rund um das Verfassungsgericht in Polen zu beenden und eine Eskalation der Verfassungskrise zu verhindern. Das diesbezügliche Konzept wurde öffentlich vom Allerhand-Institut vorgestellt und fand die Zustimmung zahlreicher NGOs sowie einer Reihe politischer Kommentatoren, u. a. von Jan Rokita. Gemeinsam mit Vertretern dieser Organisationen stellte er Präsident Andrzej Duda diesen Vorschlag vor. Diese Initiative blieb jedoch letztlich ohne Einfluss auf den weiteren Verlauf der Veränderungen im Verfassungsgerichtshof.
2018 bewarb er sich während der Krise um das Oberste Gericht in Polen erfolglos um ein Richteramt in der Zivilkammer des Obersten Gerichts.
Radwan engagiert sich auch für den polnisch-jüdischen Dialog. Er ist Alumnus des Austauschprogramms des Dialogforums zwischen den Völkern sowie des Studienprogramms Project Interchange, das vom American Jewish Committee (AJC) finanziert wird.
U.a. beschäftigt er sich auch mit dem Schutz der historischen Wahrheit sowie mit Rechtsinstrumenten zum Schutz der historischen Wahrheit gegen Diffamierung und Revisionismus des Holocausts. In der Diskussion bezüglich des dreiteiligen deutschen Fernsehfilms „Unsere Mütter, unsere Väter“, der in Polen im Hinblick auf die Darstellung der Soldaten der Heimatarmee Kontroversen hervorrief, stellte er eine Möglichkeit vor, wie die Filmschaffenden auf der Basis der Gesetze über den Schutz der Persönlichkeitsrechte vor einem polnischen Zivilgericht haftbar gemacht werden könnte.
Er ist auch Gründungsmitglied, früherer Vizepräsident, Ratsmitglied und Co-Vorsitzender des Rates des Inkubators des Gesellschaftsvertrags – eines eingetragenen Vereins, dessen Ziel es ist, eine entwicklungsorientierte konstitutionelle Lösung für Polen zu finden.
Von der Zeitung „Dziennik Gazeta Prawna“ wurde er 2013 und 2015 zu einem der 50 einflussreichsten Juristen Polens erklärt.

## Publikationen (Auswahl)
- Ius dissidentium. Granice konsensusu korporacyjnego i władzy większości w spółkach kapitałowych. Warszawa 2016, (C.H. Beck Verlag, Reihe: Instytucje Prawa Prywatnego)
- Prawo poboru w spółce akcyjnej. Warszawa 2004 (C.H. Beck Verlag, Reihe: Prawo Gospodarcze i Handlowe)
- Prawda historyczna a odpowiedzialność prawna za jej negowanie lub zniekształcenie. Warszawa 2018, (C.H. Beck Verlag) (zusammen mit: M. Berent)
- Plus ratio quam vis consuetudinis. Reforma nauki i akademii w Ustawie 2.0. 2. Auflage, Kraków 2017, (Oficyna Allerhanda), ISBN 978-83-63515-24-9, ISBN 978-83-63515-25-6 (E-Book), (Herausgeber)
- Legal Aspects of Executive Remuneration in Polish Listed Companies. In: Ch. Van der Elst (Hrsg.): Executive Directors’ Compensation in Comparative Corporate Perspective. Kluwer Law International 2015, S. 299–324 (zusammen mit: T. Regucki)
- Company Law in Poland: Between Autonomous Development and Legal Transplants. In: Ch. Jessel-Holst, R. Kulms, A. Trunk (Hrsg.): Private Law in Eastern Europe. Tübingen 2010, S. 445–494 (zusammen mit: K. Oplustil)
- Cross-Border Mergers – Experiences from Poland. In: T. Papadopoulos (Hrsg.): Cross-border Mergers Directive: EU perspectives and national experiences. Springer 2018 (im Druck) (zusammen mit: A. Mucha)
- Z problematyki ograniczeń zbywalności udziałów w spółce z ograniczoną odpowiedzialnością. In: A. Olejniczak, M. Orlicki, J. Pokrzywniak (Hrsg.): Księga pamiątkowa ku czci Profesora Andrzeja Kocha. Poznań 2017, S. 409–443
- Brexit – prawne następstwa i prawnicze spekulacje (Buchrezension: M. Kramme, Ch. Baldus, M. Schmidt-Kessel (Hrsg.): Brexit und die juristischen Folgen. Baden-Baden 2017), „Forum Prawnicze“, nr 2(40)/2017, S. 92–109
- Powództwo o rozwiązanie spółki z o.o. (art. 271 pkt 1 KSH) – skuteczny instrument rozwiązywania konfliktów korporacyjnych czy „słabe ogniwo“ w systemie ochrony mniejszości? In: B. Jelonek-Jarco, R. Kos, J. Zawadzka (Hrsg.): Usus Magister Est Optimus. Rozprawy prawnicze ofiarowane Profesorowi Andrzejowi Kubasowi. Warszawa 2016, S. 435–458
- Przymusowy wykup akcji drobnych akcjonariuszy w świetle stanowiska Trybunału Konstytucyjnego. In: Kodeks spółek handlowych po 5 latach. Wrocław 2006, S. 574–593
- Sens i nonsens kapitału zakładowego – przyczynek do ekonomicznej analizy ochrony wierzycieli spółek kapitałowych. In: M. Cejmer, J. Napierała, T. Sójka (Hrsg.): Europejskie prawo spółek. Band II: Instytucje prawne dyrektywy kapitałowej. Band 2, Zakamycze 2005, S. 23–100
- Reforma polskiego prawa spółek „w działaniu“ – o potrzebie utworzenia wyspecjalizowanych sądów korporacyjnych. Zeszyty Prawnicze, nr 4/2018 S. 153–205
- Advocatus populi i advocatus diaboli – o prawie, argumentach i strategiach stron negocjujących Brexit. Politeja, Heft 4(49)/2017, S. 231–271 (Zusammen mit: H.-B. Schäfer)
- Brexit Poker – Wer hat die besseren Karten in den Austrittsverhandlungen? Wirtschaftsdienst, 10/2016, S. 763–768 (zusammen mit: H.-B. Schäfer)
- Lange Tradition und kurzes Gedächtnis des polnischen Konstitutionalismus – ein Beitrag zum Verständnis der Verfassungskrise von 2015–16. Bucerius Law Journal, Heft. 1/2016, S. 1–6
- Chess-boxing around the Rule of Law: Polish Constitutionalism at Trial. Palestra, Heft 3/2016, S. 7–19
- The Possibilities for and Barriers to Sustainable Companies in Polish Company Law. ICCLJ (International and Comparative Corporate Law Journal, IALS & Cameron May), Vol. 11, 2015, Issue 01, S. 59–104 (zusammen mit: T. Regucki)
- Ukrainian Corporate Law: Model for Others, or in Need of a Model? (editorial), European Company Law (EuCL), Kluwer Law International, Vol. 12, 2015, Issue 05, S. 215–216
- Reforming Corporate Governance for turbulent times: financial crisis, sovereign debt crisis and News Corp. scandal – perpetual endeavours and new challenges. EuCL, Kluwer Law International, Vol. 9, 2012, Issue 05, S. 260–262
- Zaskarżanie uchwał walnego zgromadzenia akcjonariuszy. Reformy w Europie i wnioski dla polskiego ustawodawcy. „Kwartalnik Prawa Prywatnego“, Heft 2/2009, S. 437–493 (zusammen mit: Ł. Gorywoda)
- European Private Company and the Regulatory Landscape in the EU – An Introductory Note. European Business Law Review (EBLR), Kluwer Law International, Vol. 18, 2007, Issue 4, S. 769–771
- European Private Company – a view from the New Europe (Position of the “Expert Group 10+”). EBLR, Kluwer Law International, Vol. 18, 2007, Issue 4, S. 772–779 (zusammen mit: E. Buttigieg, R.N. Catana, A. Glezl, B. Havel, M. Kauppi, T. Klauberg, I. Martinkute, M. Patakyova, A. Vutt)
- Non ex regula ius sumatur, czyli o kilku prawdach zagrożonych / Non ex regula ius sumatur or abort a few endangered truths (edytorial), „Czasopismo Kwartalne Całego Prawa Handlowego, Upadłościowego oraz Rynku Kapitałowego“ (HUK), Heft 1/2007, S. 3–15 (zweisprachig PL/EN)
- 25 thoughts on European Company Law in the EU of 25. EBLR, Kluwer Law International, Vol. 17, 2006, Issue 4, S. 1169–1179
- Obowiązki informacyjne zarządu a ochrona akcjonariuszy w związku z uchwaleniem i wykorzystaniem kapitału docelowego. Kwartalnik Prawa Prywatnego, Heft 1/2005, S. 217–257
- Szantaż korporacyjny i sposoby jego ograniczania de lege lata i de lege ferenda. „Przegląd Prawa Handlowego“, Heft 11/2003, S. 21–27
- Aktualna i przyszła regulacja przymusowego wykup akcji drobnych akcjonariuszy w polskim i europejskim prawie spółek. „Przegląd Legislacyjny“, Heft 6/2003, S. 29–56